# 白金漢 (伊利諾伊州)
白金漢（英語：Buckingham）是位於美國伊利諾伊州坎卡基縣的一個村落。

## 地理
白金漢的座標為41°02′47″N 88°10′25″W / 41.04639°N 88.17361°W，而該地最高點為海拔高度200米（即656英尺）。

## 人口
根據2010年美國人口普查的數據，白金漢的面積為0.65平方千米，當中陸地面積為0.65平方千米，而水域面積為0.00平方千米。當地共有人口300人，而人口密度為每平方千米461人。